# Dimitar Penev
Dimitar Duskov Penev, bolgárul: Димитър Душков Пенев; (Mirovjane, 1945. július 12. –) bolgár edző, korábbi válogatott labdarúgó.
A bolgár válogatott tagjaként részt vett az 1966-os, az 1970-es és az 1974-es világbajnokságon.
Szövetségi kapitányként az 1994-es világbajnokságon a negyedik helyen végzett a válogatottal. Az 1996-os Európa-bajnokságra is kivezette a nemzeti csapatot.
A korábbi válogatott labdarúgó Ljuboszlav Penev nagybátyja.

## Sikerei, díjai

### Játékosként
CSZKA Szofija
- Bolgár bajnok (7): 1965–66, 1968–69, 1970–71, 1971–72, 1972–73, 1974–75, 1975–76
- Bolgár kupa (5): 1964–65, 1968–69, 1971–72, 1972–73, 1973–74

### Edzőként
CSZKA Szofija
- Bolgár bajnok (3): 1988–89, 1989–90, 2007–08
- Bolgár kupa (2): 1988–89, 2005–06
- Bolgár szuperkupa (2): 1989, 2008

Egyéni
- Az év bolgár labdarúgója (2): 1967, 1971